# Barrow Canyon
Barrow Canyon és un canyó submarí que es troba a cavall del límit entre els mars de Beaufort i Chukchi. En comparació amb altres zones properes i la conca del Canadà, l'altament productiu Barrow Canyon admet una diversitat d'animals marins i invertebrats.

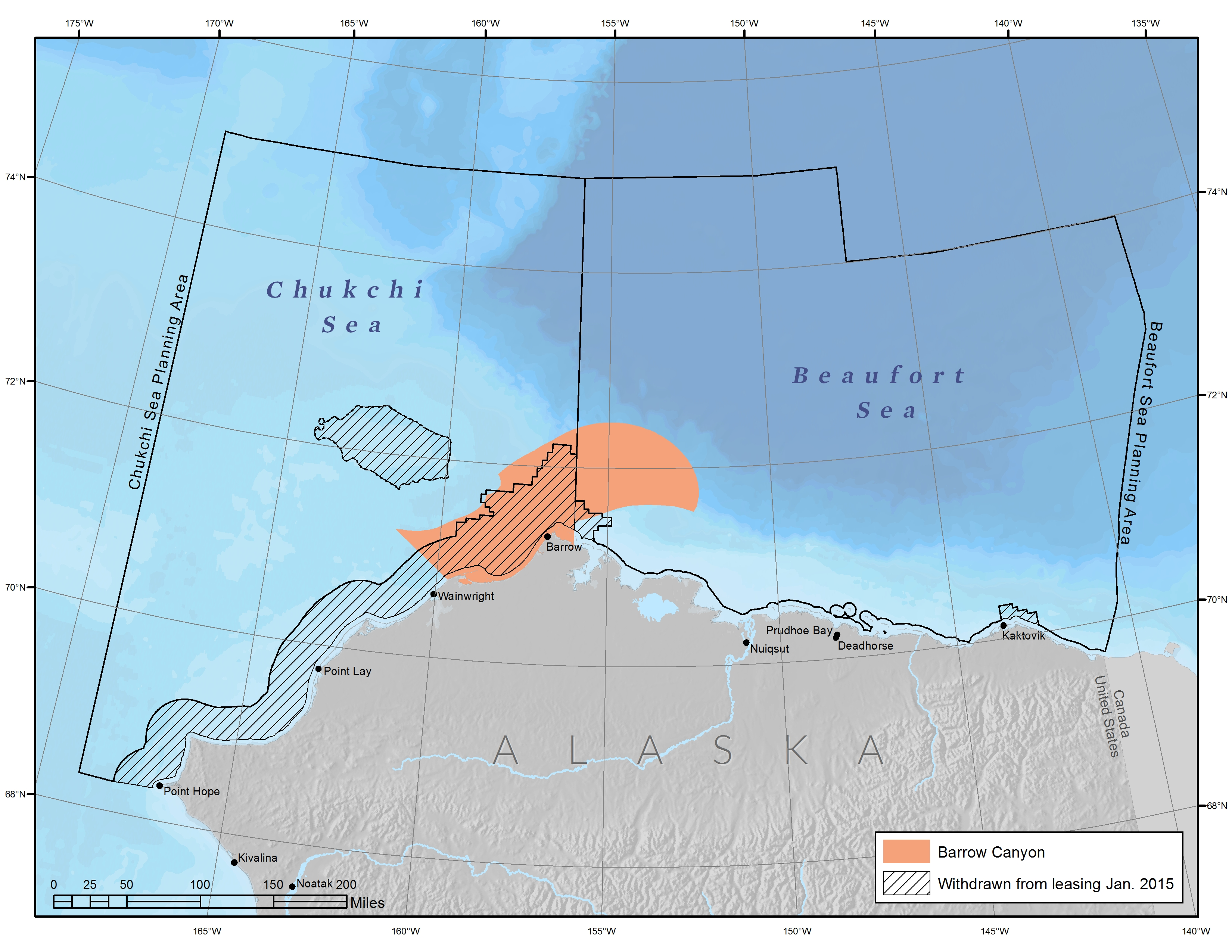
Mapa de Barrow Canyon als mars de Beaufort i Chukchi a Alaska

## Geografia
Començant aproximadament a 95 milles a l'oest de Barrow, Alaska, Barrow Canyon s'estén per 150 milles al llarg de la costa, creuant al mar de Beaufort al nord de Point Barrow. El canyó té aproximadament 15 milles d'amplada i arriba a profunditats de fins a 1.200 peus per sota dels penya-segats i cims circumdants..

## Fauna
A causa de l'alta productivitat primària de la regió i l'alta biomassa de zooplàncton i invertebrats bentònics, Barrow Canyon és una important àrea d'alimentació i un pas de migració concentrat per a mamífers marins i ocells després de les obertures al gel marí. Les balenes boques i beluga viatgen pel canyó durant les migracions de primavera i tardor. El corredor és probablement utilitzat per moltes espècies d'ocells que migren cap al vessant nord per a la reproducció d'estiu.
Diverses espècies d'ocells, com ara lloms de bec groc, eiders d'ulleres, eiders reals, xatracs àrtics, gavines de potes negres, gavines glauques i sabines, ànecs de cua llarga i falàrops vermells, depenen de les zones properes a la costa al llarg del canyó per alimentar-se.
Moltes espècies de mamífers marins es troben a Barrow Canyon durant tot l'any. A mesura que el gel marí marí es fon, les morses del Pacífic depenen de l'hàbitat costaner per al transport i del ric fons marí de la regió per alimentar-se. Les balenes beluga, els óssos polars, les balenes boreals i diverses espècies de foques, incloses les foques tacades, les foques barbudes i les foques anellades, també depenen d'aquesta regió com a àrea d'alimentació important. Les balenes grises s'agrupen a la desembocadura del Barrow Canyon, on hi ha grans concentracions de zooplàncton.

## Ús local
Els pobles locals depenen àmpliament de les àrees influenciades pels alts nivells de productivitat a Barrow Canyon durant l'any. Els capitans de la pesca de balenes Inupiaq coneixen des de fa temps la ruta migratòria de les balenes boreals i han ajudat els científics a documentar llocs importants.

## Importància
Un estudi de 2010 va identificar Barrow Canyon com una clau per a la resiliència a l'ecosistema marí àrtic. A causa dels factors únics que contribueixen als alts nivells de productivitat primària a la regió, el canyó probablement proporcionarà resiliència de l'ecosistema al canvi climàtic en el futur.
Tota la costa de Chukchi, incloses parts de Barrow Canyon, ha estat designada com a hàbitat essencial de peixos (EFH) per al bacallà safrà i el bacallà àrtic pel Servei Nacional de Pesca Marina. Tant el bacallà àrtic com el bacallà safrà són espècies crítiques per a la xarxa tròfica marina de l'Àrtic. A més, s'han trobat crancs de les neus a la zona i, tot i que no hi ha cap pesca existent per a ells a l'Àrtic, són una espècie comercialment important al mar de Bering.
El 27 de gener de 2015, el president Obama, fent servir les seves autoritats en virtut de la Llei de terres de la plataforma continental exterior, va retirar la zona de caça de balenes de Beaufort Sea Barrow de tota activitat futura d'arrendament de petroli i gas. A més, es va ajornar l'arrendament d'una àrea de subsistència addicional al nord de Barrow, al mar de Chukchi, al programa final 2012-2017. El projecte de declaració d'impacte ambiental programàtic de l'Oficina de Gestió de l'Energia Oceànica també reconeix parts addicionals de la regió de Barrow Canyon com a àrees ambientalment importants.